# Гончаров Віктор Олексійович
Віктор Олексійович Гончаров — російський та російський радянський письменник-фантаст, один з піонерів радянської наукової фантастики.

## Біографія
Про життя письменника відомо мало. Він жив у Тбілісі та Москві, у 1920-ті роки активно співпрацював з видавництвом «Молода гвардія».

## Творчість
Перша публікація Гончарова — повість «Життя невидиме», відноситься до 1923 року, проте, можливо, він почав писати свої романи ще до Першої світової війни, так як в його книзі «Долина смерті» («Шукачі детрюїту») (1925) — згадується Сербія й Австро-Угорщина.
Гончаров створив, ймовірно, перші в російській фантастиці «серіали», вже пізніше широко поширилися в американській фантастиці. Багато творів написані у жанрі, близькому до космічної опери, хоча такого терміну в його час ще не існувало. У своїй творчості торкався багатьох тем наукової фантастики, пізніше розвинених його колегами по жанру.
Перу Гончарова належать науково-фантастичні романи, що складають дилогію — «Психомашина» (1924) і «Міжпланетний мандрівник» (1924), а також цикл романів про «доктора Скальпеля» — «Пригоди доктора Скальпеля і фабзавука Миколки в світі малих величин» (1924), «Століття гігантів. Історія про те, як фабзавук Миколка через фокуси вченого медика Скальпеля потрапив у гості до первісної людині» (1925) і «Під сонцем тропіків» (1926), пізніше перевидана в одному томі — «Пригоди доктора Скальпеля» (1928). Останній роман циклу, в спробі оживити «незвичайні подорожі» Жуля Верна, відправляє героїв в Австралію.
Твори письменника написані у жанрі, близькому до радянського авантюристичному роману і рясніють кліше, як загальнолітературними  сенсаційні заголовки, штамповані маски персонажів, так і радянськими ідеологічними лубковий памфлетность, політична «актуальність». Однак ці штампи носять перебільшений характер, що дозволяє вважати їх елементами «літературної гри», самоіронії і пародії. З останнім, втім, згодні не всі критики. Так, письменник-фантаст та критик Кир Буличов писав:
|                                                                         | Книжки-одноденки Гончарова написані погано, але хвацько. Настільки, що коли про нього згадують критики, то запевняють, що Гончаров писав пародії. Але пародіювати йому в середині двадцятих років було нікого. Навпаки, він кував книжки для розумово нерозвинених комсомольців. |
| — Буличов К. Падчерка епохи: Вибрані роботи про фантастику. — М., 2004. | |

Інший дослідник фантастики, Рафаїл Нудельман, зазначає:
|                                                 | Біда Гончарова, письменника, безперечно, талановитого, обдарованого живим гумором, полягала в тому, що у нього було занадто буйна уява і занадто сильна пристрасть до пригод при повній або майже повній відсутності серйозних наукових і соціальних ідей; тому він широко використовував чужі ідеї і сюжети. |
| — Нудельман Р. Фантастика, рождённая революцией | |

У романі «Долині смерті» (1924) студент-хімік винаходить детрюїт — речовина величезної руйнівної сили. Детрюїт викрадають, агент ГПУ розслідує пропажу і виявляє контрреволюційну змову. У романі простежуються деякі паралелі з «Дванадцятьма стільцями» — знаменитим радянським авантюрним романом Ільфа і Петрова, написаним пізніше. Халепи диякона Іпостасіна, який, рятуючись від чекістів, зник у неприступних кавказьких скелях і тихо здурів в суспільстві шакалів, сильно нагадують пригоди батька Федора в аналогічному кавказькому епізоді. Конспіративне збіговисько недоумкуватих старців і дегенератів схоже на збори «Союзу меча і орала» в тому ж романі. При цьому, зрозуміло, нічого схожого на соціально-побутовий підтекст сатири Ільфа і Петрова у Гончарова немає. Багато в романі нарочито умовного — загиблі герої воскресають і радяться з автором про те, чим їм зайнятися; негативний герой, не витримавши нав'язаної автором брудної ролі, вимагає реабілітації і т.д. Врешті-решт з'ясовується, що історія з детрюитом просто привиділась Іпостасіну.
Ймовірно, Гончаров є також автором повісті «День Ромена» (1927), в якій піднімає чимало фантастичних тем: променева хвороба і атомна зброя, концентруючі «психічну енергію» машини, планети-двійники Землі, автоматизовані заводи і заводи «рідкого сонця», речовина, непроникна для всіх видів енергії, синтетична протоплазма як їжа, повсюдне спілкування за допомогою телепатії, практичне безсмертя (через кожні 5000 років організм переводиться в колоїдний стан і з нього створюють два нових з пам'яттю вихідного), подорожі в часі і на край Всесвіту.

## Твори

### Книги
- Гончаров В. Психомашина: Фантаст. роман. — М.-Л., 1924. — 109 с.
- Гончаров В. Міжпланетний мандрівник. — М.-Л., 1924. — 144 с.
- Гончаров В. Пригоди доктора Скальпеля і фабзавука Миколки в світі малих величин: Мікробіологіч. жарт. — М.-Л., 1924. — 153 с.
- Гончаров В. Століття гігантів: Історія про те як фабзавук Миколка через фокуси вченого медика Скальпеля потрапив у гості до первісної людини: Роман.— М.-Л., 1925. — 363 с.
- Гончаров В. Долина смерті (Шукачі детрюїта): Роман пригод. — Л., 1925. — 196 с.
- Гончаров В. Під сонцем тропіків: Майже казкові пригоди піонера Петьки в Австралії. — М.-Л., 1926. — 316 с.
- Гончаров В. Пригоди доктора Скальпеля і фабзавука Миколки в світі малих величин: Мікробиологіч. жарт. — М.-Л., 1927. — 128 с. — 5000 прим.
- Гончаров В. Долина смерті / упоряд. В. Бугров. — Єкатеринбург, 1994. — 496 с. — (Золота бібліотека пригод). — 75 000 екз. — ISBN 5-85779-071-9.
- Гончаров В. Психомашина. — М., 2014. — 448 с. — (Мала бібліотека пригод та наукової фантастики).

### Окремі публікації
- Гончаров В. Життя невидиме: Оповідання // Красные всходы. — 1923. — № 1(4).
- Гончаров В. Ком-са: Повість // Красные всходы. — 1924. — № 2-7.
- Гончаров В. День Ромена // Октябрь. — 1927. — № 1. — С. 34-46.